# Skyteam Cargo
 (janvier 2013).
Si vous disposez d'ouvrages ou d'articles de référence ou si vous connaissez des sites web de qualité traitant du thème abordé ici, merci de compléter l'article en donnant les références utiles à sa vérifiabilité et en les liant à la section « Notes et références ».
Skyteam Cargo, est une alliance internationale de neuf compagnies aériennes, spécialisée dans le transport de marchandises. Lancée en septembre 2000 par Aeroméxico Cargo, Air France Cargo, Delta Air Logistics et Korean Air Cargo, elle a notamment pour programme l'harmonisation des produits proposés par les différentes compagnies en matière de transport de fret, ces produits étant inspirés de la gamme de produits proposés par Air France Cargo.

## Histoire
(janvier 2013).
Au cours des années suivantes, SkyTeam Cargo a continué à se développer en accueillant de nouveaux membres. En 2001, China Southern Cargo a rejoint l'alliance, suivi de KLM Cargo en 2004. En 2007, Alitalia Cargo, Czech Airlines Cargo et Aeromexico Cargo ont également rejoint l'alliance.
Au fil des ans, SkyTeam Cargo a travaillé pour améliorer l'expérience des clients, en proposant des services de fret coordonnés, une gestion de la qualité et des solutions de fret sur mesure. En 2011, l'alliance a lancé un programme de fidélité pour les clients du fret appelé SkyPriority, qui offrait des avantages supplémentaires tels que l'embarquement prioritaire, le traitement accéléré des bagages et d'autres avantages exclusifs.
En 2018, SkyTeam Cargo a annoncé que l'alliance allait se concentrer sur des solutions de fret numériques pour améliorer encore l'expérience des clients et optimiser les processus de fret. En 2019, l'alliance a également continué à se développer en accueillant de nouveaux membres, notamment Saudia Cargo.
Aujourd'hui, SkyTeam Cargo est une alliance de transporteurs de fret mondiale majeure, offrant des solutions de fret à travers un réseau de transporteurs aériens partenaires dans le monde entier. L'alliance continue de travailler pour améliorer l'expérience des clients et offrir des solutions de fret innovantes pour répondre aux besoins changeants de l'industrie du fret aérien.
- Septembre 2000 : L'alliance est lancée par Aeroméxico Cargo, Air France Cargo, Delta Air Logistics et Korean Air Cargo[3].
- Avril 2001 : L'alliance est rejointe par Czech Airlines Cargo.
- Août 2001 : Alitalia Cargo en devient le sixième membre.
- Septembre 2004 : KLM Cargo rejoint l'alliance à son tour[4].
- Septembre 2005 : Northwest Airlines Cargo rejoint l'alliance.
- Avril 2008 : Delta Air Lines acquiert Northwest Airlines et sa branche cargo.
- Novembre 2010 : SkyTeam Cargo retrouve un huitième membre avec l'adhésion de China Southern Cargo[5].
- Mai 2011 : Aeroflot Cargo rejoint l'alliance.
- Novembre 2018 : China Southern Airlines annonce son retrait de l'alliance à compter du 1er janvier 2019[6].
- Avril 2019 : Saudia Cargo rejoint l'alliance[7]

.

## Membres
En 2025, l'alliance Skyteam Cargo comprend les huit compagnies aériennes suivantes :
| Compagnie membre            | Pays            | filiale de               |
| --------------------------- | --------------- | ------------------------ |
| Aerolíneas Argentinas Cargo | Argentine       | Aerolíneas Argentinas    |
| Aeroméxico Cargo            | Mexique         | Aeroméxico               |
| Air France Cargo            | France          | Air France               |
| China Cargo Airlines        | Chine           | China Eastern Airlines   |
| Delta Cargo                 | États-Unis      | Delta Air Lines          |
| KLM Cargo                   | Pays-Bas        | KLM Royal Dutch Airlines |
| Korean Air Cargo            | Corée du Sud    | Korean Air               |
| Saudia Cargo                | Arabie saoudite | Saudia                   |